# Malte Eurenius
Malte Carl Joseph Eurenius, född 22 mars 1821 i Skartofta, Öveds socken, Malmöhus län, död 28 februari 1901 i Malmö Sankt Petri församling, Malmö, var en svensk läroverkslärare, museiman och präst.
Malte Eurenius var son till hovpredikanten och prosten Carl Abraham Eurenius. Efter skolstudier i Lund blev han student vid Lunds universitet 1839, filosofie kandidat 1843 och filosofie magister 1844 och avlade 1845 en teoretisk teologisk examen där 1845. Han verkade därefter som lärare i Malmö och prästvigdes 1853. Från 1858 var han adjunkt vid Malmö högre elementarläroverk, där han senare samma år blev lektor i teologi, filosofi, historia och geografi. 1869-1871 samt delar av 1872 och 1873 var han skolans tillförordnade rektor. 1886 tog han avsked från lektoratet. Eurenius var även stadsfullmäktig i Malmö 1866-1892 och ledamot av styrelsen för Malmö sjukhus 1865-1878, 1869-1878 som dess ordförande. han var därtill ledamot av Sankt Petri kyrkoråd i Malmö 1867-1886 och ledamot av hälsovårdsnämnden i Malmö stad 1875-1882. Eurenius grundade 1851 Malmö museum och var ordförande i museistyrelsen och föreståndare för samlingarna fram till dess de övertogs av Malmö stad 1894. Han kvarstod som intendent för den naturhistoriska avdelningen och ledamot av styrelsen fram till sin död.
Eurenius blev 1894 filosofie jubeldoktor, korresponderande ledamot av Vitterhetsakademien 1883 och ledamot av Nordstjärneorden 1884.